# Carlos Eduardo Sette Câmara da Fonseca Costa

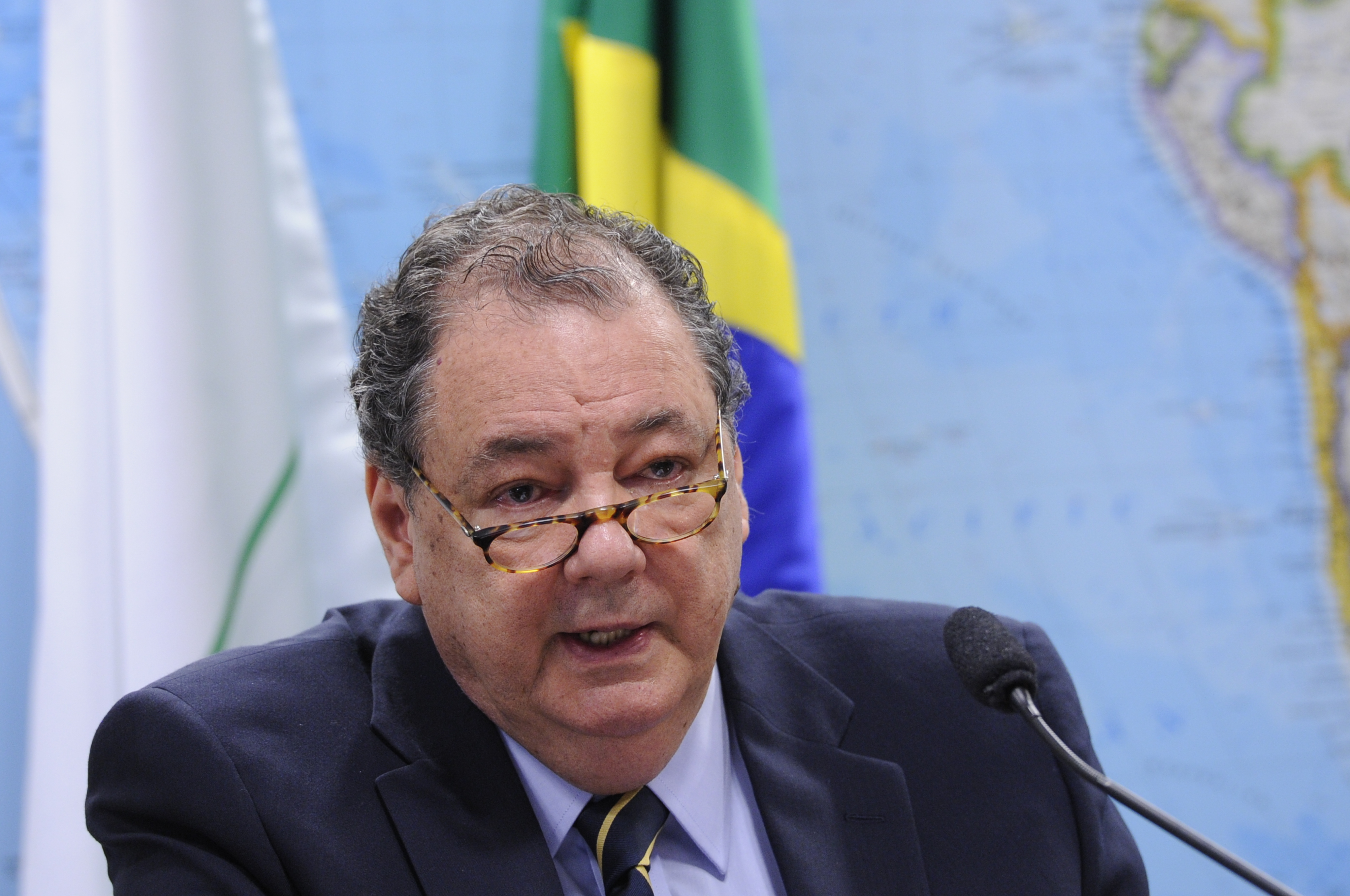

Carlos Eduardo Sette Câmara da Fonseca Costa (* 13. September 1949 in Belo Horizonte) ist ein brasilianischer Diplomat.

## Leben
Carlos Eduardo Sette Câmara da Fonseca Costa ist der Sohn von Cécilia Sette Câmara da Fonseca Costa Couto und Carlos Albeto da Fonseca Costa Couto. Er studierte bis 1973 Rechtswissenschaft an der Pontifícia Universidade Católica do Rio de Janeiro und trat 1975 in den curso preparatório da carreira diplomática des Rio Branco-Institutes. Am 11. September 1975 wurde er zum Gesandtschaftssekretär Dritter Klasse ernannt und in der Abteilung internationale Organe beschäftigt. 1977 wurde er Master des Kernenergierechtes. 1978 wurde er in Madrid zum Gesandtschaftssekretär Zweiter Klasse befördert.
1980 war er Gesandtschaftssekretär in Bogotá und erhielt den spanischen Orden del Mérito Civil. 1981 absolvierte er den Curso de Aperfeiçoamento de Diplomatas (CAD) des Rio Branco-Institutes.
Am 22. Dezember 1982 wurde er zum Gesandtschaftssekretär Erster Klasse befördert. 1984 wurde er Stellvertreter des Leiters der Abteilung wirtschaftliche Unternehmungen. 1985 war er Bürovorsteher der Wirtschafts- und Handelsabteilung. 1988 war er Stellvertreter des Leiters der Abteilung Handelsförderung, wurde mit der Medalha do Mérito Santos-Dumont und der Medalha Mérito Tamandaré dekoriert und in den Orden de Rio Branco aufgenommen. 1989 wurde er Gesandtschaftsrat.
Von 1990 bis 1991 war er Gesandtschaftsrat in Buenos Aires. Von 1995 bis 1996 war er Gesandtschaftsrat in Lissabon. Von 1998 bis 2001 war er Generalkonsul in Zürich.
Von 2002 bis 18. April 2005 war er Botschafter in Jakarta. Von 23. September 2005 bis 28. September 2007 war er Botschafter in Manila. Von 12. Dezember 2007 bis 16. Dezember 2009 war er Botschafter in Islamabad und zeitgleich bei den Regierungen in Kabul und Duschanbe, Tadschikistan akkreditiert. Am 17. Oktober 2013 wurde er zum Botschafter in Nassau ernannt.